# Vladímir de Rússia (gran duc de Rússia)
Vladímir de Rússia, gran duc de Rússia (Sant Petersburg 1847 - 1909). Fill del tsar Alexandre II de Rússia i de la princesa Maria de Hessen-Darmstadt, era germà del tsar Alexandre III de Rússia i oncle del tsar Nicolau II de Rússia, el seu fill el gran duc Ciril de Rússia es convertí en el cap de la casa imperial de Rússia després de 1918. La capitania de la família Romanov és exercida per la seva besneta la gran duquessa Maria de Rússia.
El 28 d'agost de 1874 es casà amb la princesa Maria de Mecklenburg-Schwerin. La parella tingué cinc fills:
- SAI el gran duc Alexandre de Rússia, nat a Tsàrskoie Seló el 1875 i mort a Sant Petersburg el 1877.
- SAI el gran duc Ciril de Rússia, nat a Tsàrskoie Seló el 1876 i mort a Neuilly-sur-Seine (França) el 1938. Es casà l'any 1905 amb la princesa Victòria Melita del Regne Unit.
- SAI el gran duc Boris de Rússia nat a Sant Petersburg el 1877 i mort a París el 1943. Es casà morganàticament a Gènova el 1919 amb Zinaida Sergeevna Rashevskaja.
- SAI el gran duc Andreu de Rússia nat a Tsàrskoie Seló el 1879 i mort a París el 1955. Es casà a Cannes el 1922 amb Maria Krzesinska creada princesa Romanovski-Krasinski.
- SAI la gran duquessa Helena de Rússia nascuda a Tsàrskoie Seló el 1882 i morta a Atenes el 1957. Es casà el 1904 amb el príncep Nicolau de Grècia.

De caràcter rude i militarista estigué dominat per la seva muller que tenia plans molt ambiciosos pel futur de la seva família de cara a la successió del tron rus.
El casament del gran duc Ciril de Rússia amb l'ex-cunyada de la tsarina, la princesa Victòria Melita del Regne Unit feu que l'emperador derrogués els títols imperials del gran duc actitud que enutjà profundament el gran duc Vladímir i obrí una important esquerda entre Nicolau i el seu oncle. Tot i així, després d'un seguit de defuncions en el si de la família imperial, Ciril quedà en la tercera posició en la llista de successió a la Corona imperial i el tsar decidí restituir al gran duc i atorgar el títol de gran duquessa a la seva muller.
Vladímir morí el 1909 de causes naturals i fou enterrat al Panteó Imperial de la ciutat de Sant Petersburg.